# Kantorská dráha
Kantorská dráha je dnes již neexistující úzkokolejka vedoucí za druhé světové války z obce Mříč (asi 10 km jihozápadně od Českých Budějovic) na místo zvané Perk (zkomolenina německého slova Berg – kopec). Vznikala v letech 1944–1945.
Podnětem k vytvoření této trati byl výskyt kovů, za války nedostatkového zboží, zejména 1% niklové rudy, za obcí Chlumeček. Dráha se nazývala „kantorská“, neboť ji budovali učitelé převážně z Písku a Strakonic, kteří byli zajati Němci. Začínala u dnešního vlakového nádraží ve Mříči, kde probíhala překládka vytěženého materiálu, neboť kolejnice měly jiný rozchod.

## Pozůstatky
Kantorskou dráhu připomíná pouze několik objektů, poněvadž po skončení války byly koleje sneseny a odvezeny. První objekt se nachází na kraji Mříče, u křižovatky vedoucí do Křemže a na Holubov. Zde je násep, na kterém byly položeny koleje. Je zarostlý vysokou trávou a menšími i většími křovinami. Druhý objekt se nachází u křemžského hřbitova, kde jsou zbytky podezdívky depa, které zde během činnosti úzkokolejky stálo. V létě 2016 byly tyto zbytky rampy depa, zobrazeného na straně 3 místního periodika, odstraněny při úpravách okolí hřbitova. Vedení železničky dle Mapy.cz
Další objekt vůbec nepřipomíná, že by tudy někdy jezdil malý vlak; je to zpevněný břeh Chmelenského potoka. Ten leží nedaleko Račího údolí, lidově přezdívaného „Račák“. Další stavbou je částečně dochovaný kamenný mostní pilíř, jenž nesl pravděpodobně dřevěnou mostní konstrukci. Tento pozůstatek stojí v rokli pod silnicí vedoucí z Chlumečka do Brloha. Poslední objekt se nachází na druhé straně silnice, pod kterou se vypíná i zbytek mostního pilíře. Jsou to vyhloubená koryta, kudy vedly koleje a rokle, místo, kde kopali čeští zajatci pod dohledem německé armády horninu, ze které se získával v malém množství např. nikl. Lze zde nalézt do červena zbarvené horniny, půda zde má okrovou až červenou barvu. I tato rokle je zarostlá poměrně starými duby, jasany a dalšími dřevinami. 